# Gregorio da Cerchiara
San Gregorio da Cerchiara noto anche come san Gregorio abate, san Gregorio di Burtscheid o san Gregorio di Cassano (Calabria, 940 – Burtscheid, 4 novembre 999) è stato un monaco calabro-greco, abate e fondatore di monasteri; fu tra le più importanti e colte personalità del monachesimo italo-greco, in contatto con i massimi esponenti della vita culturale e religiosa europea del X secolo. È festeggiato a Burtscheid (Aquisgrana) ogni 4 novembre.

## Agiografia
Secondo la Vita sancti Gregorii abbatis prior (il testo agiografico latino scritto subito dopo la morte del santo sulle testimonianze di tre confratelli di Gregorio, Andrea, Saba e Serio), Gregorio nacque da Licasto e Anna, in una zona imprecisata della Calabria. L'origine nobile della famiglia spinse la madre, dopo la morte di Licasto, ad organizzare per il figlio un matrimonio con una giovane e ricca fanciulla. Gregorio però, rifiutando il progetto materno, si recò segretamente a Cassano dal vescovo greco David per intraprendere la carriera ecclesiastica. Dopo un anno, a seguito di un'apparizione angelica, Gregorio abbandonò la sede vescovile per l'isolato monastero bizantino di Sant'Andrea, nei pressi dell'odierno santuario della Madonna delle Armi a Cerchiara di Calabria. Qui entrò a far parte della comunità monastica diretta dal pio egumeno Pacomio.
Divenuto egli stesso abate del monastero alla morte di Pacomio, trascorse le giornate leggendo e trascrivendo codici; lavorando nei campi con le proprie mani, con continue veglie e lunghi digiuni. Ricca è poi la sua attività taumaturgica: liberò infatti indemoniati, guarì malati, ridonò la vista ai ciechi.
A causa dell'incursione araba-sicula del 987-988 che interessò direttamente anche il circondario di Cerchiara, Gregorio, dopo essersi miracolosamente liberato da una truppa saracena che aveva cercato di immolarlo su una pira, fuggì dal clamore popolare per recarsi in un monastero a Buccino, nel Vallo di Diano. Tuttavia la grande notorietà acquisita dal monaco calabrese giunge anche al Catapano di Bari, il quale tentò di condurlo a Costantinopoli alla corte imperiale. Gregorio però fuggì di nuovo e raggiunse Roma dove fondò un oratorio intitolato al San Salvatore. Qui frequentò il celebre monastero romano dei Santi Alessio e Bonifacio, tra i più importanti centri di incontro tra Oriente e Occidente, venendo a contatto, tra gli altri, con Teofano, Adalberto da Praga, Nilo da Rossano e Ottone III.
Fu proprio il giovane imperatore sassone a condurlo a Burtscheid nei pressi di Aquisgrana (Aachen), per fondare nel 997-998 un nuovo monastero intitolato ai Santi Nicola e Apollinare. A Burtscheid Gregorio morì il 4 novembre del 999.
Nel 1018 l'abbazia cambiò il titolo in Santi Giovanni Battista e Nicola, e dal 1220-1222, sotto l'imperatore Federico II, l'abbazia passò alle monache cistercensi.
La comunità cattolica di Burtscheid, oggi divenuto un quartiere di Aquisgrana (Renania Settentrionale-Vestfalia), lo festeggia ogni 4 novembre e a lui ha dedicato anche una grande statua in bronzo.

## Curiosità
Dopo la morte di Gregorio, in Germania si è registrata una leggenda sulle origini del santo calabrese che lo volle fratello della principessa bizantina Teofano.

## Fonti
- Vita san Gregorii abbatis prior (BHL 3671)
- Vita san Gregorii abbatis posterior (BHL 3672)